# Бихаћка област
Бихаћка област је била једна од 33 области Краљевинe СХС. Налазила се на подручју данашње Босне и Херцеговине. Седиште јој је било у Бихаћу. Настала је 1922. када је Краљевина СХС подељена на области, постојала је до 1929. године, када је укинута, а њено подручје је укључено у састав Врбаске бановине.

## Историјат
Краљевина Срба, Хрвата и Словенаца формирана је 1918. године и првобитно је била подељена на жупаније и округе (ова подјела је наслеђена од претходних државних управа). Створена је Уставом Видовданског из 1921. године, а административна подјела спроведена је од 26. априла 1922. године укидањем покрајина. Тада је и цијела земља је подјељена на 33 области. Прије 1922. године, територија Бихаћке области била је дио Бихаћког округа. 
Године 1929. 33 области су административно замијењене са 9 бановина и једним округом, а територија Бихаћке области је укључена у нову Врбаску бановину.

## Географија
Бихаћка област обухватала је западну Босанску крајину. Дијелила је границе са Врбаском области на истоку, Травничком области на југу и Приморско-крајишком области на сјеверозападу. 
Административна подела
Област је садржавала срезове:
- Бихаћки
- Кључки
- Крупски
- Петровачки
- Сански
- Цазински

Сви поменути градови данас су дио Босне и Херцеговине.

## Демографија
Према попису становништва из 1921. године, у Бихаћкој области језички су доминирали говорници српскохрватског језика.

## У култури и образовању
Удружење архивских радника Републике Српске и Архив Републике Српске, уз помоћ средстава Министарства културе и информисања Републике Србије, објавили су "Школство у Босанској Крајини (Бихаћка и Врбаска област) 1918–1929: Зборник докумената", приређивача др Гојка Маловића, мр Горана Ђурана и Љубице Ећимовић. Овај Зборник је усмјерен на развој школства на територији Босанске Крајине, која је у времену 1918–1929. године обухватала Бихаћку и Врбаску област.